# Coryphoideae
Die Coryphoideae sind eine Unterfamilie der Palmengewächse (Arecaceae). Sie umfasst die meisten Palmen mit handförmig geteilten Blättern. 

## Merkmale
Die Vertreter sind zwittrig, monözisch, diözisch, oder polygam. Sie sind einmal (hapaxanth) oder mehrmals blühend (pollakanth). Sie sind manchmal bewehrt, die Stacheln sind aber nie Emergenzen. Die Blätter sind handförmig geteilt (palmat), gefiedert, fiederig gerippt oder selten doppelt gefiedert. Mit wenigen Ausnahmen ist die Fiederung induplicat, die Trennung der Segmente erfolgt also an den adaxialen Faltungskanten. Alle induplikaten Palmen gehören zu dieser Unterfamilie. Es gibt aber auch Vertreter mit reduplikater oder unregelmäßiger Blattteilung.
Die Blütenstände sind häufig stark verzweigt. Die Hochblätter sind manchmal röhrenförmig. Die Blüten stehen einzeln oder in Wickeln, selten in Triaden. Die Blüten sind zwittrig oder eingeschlechtig. Das Gynoeceum ist frei oder verwachsen (apokarp oder synkarp). Die Samenanlagen haben unterschiedliche Form. Das Exokarp ist glatt oder in korkige Warzen gegliedert. Das Endokarp ist meist zur Reife dünn, nur selten dick. Pro Frucht werden ein bis drei Samen gebildet.

## Verbreitung
Das Verbreitungsgebiet der Unterfamilie entspricht im Wesentlichen dem der Familie. Die Vertreter besiedeln eine größere Bandbreite an Standorten und klimatischen Extremen als jede andere Unterfamilie der Arecaceae.
Fossilfunde wie auch phylogenetische Analysen weisen auf eine Entstehung der Unterfamilie auf der Nordhalbkugel. In der späten Kreide und im Tertiär kam es dann zu einer Diversifikation in boreotropischen Bereichen.

## Systematik
Die Coryphoideae im Sinne von Dransfield et al. (2008) werden in zahlreichen Studien als natürliche Verwandtschaftsgruppe (Monophylum) identifiziert. Sie sind die Schwestergruppe der Klade aus Arecoideae + Ceroxyloideae. Innerhalb der Unterfamilie werden vier Kladen unterschieden, deren Position zueinander noch ungeklärt ist:
|  | Sabaleae      |
|  |               |
|  | Cryosophileae |
|  |               |

|  | Caryoteae                                               |
|  |                                                         |
|  | \| \| Corypheae \| \| \| \| \| \| Borasseae \| \| \| \| |
|  |                                                         |
|  | Corypheae                                               |
|  |                                                         |
|  | Borasseae                                               |
|  |                                                         |

|  | Corypheae |
|  |           |
|  | Borasseae |
|  |           |

|  | Caryoteae                                               |
|  |                                                         |
|  | \| \| Corypheae \| \| \| \| \| \| Borasseae \| \| \| \| |
|  |                                                         |
|  | Corypheae                                               |
|  |                                                         |
|  | Borasseae                                               |
|  |                                                         |

|  | Corypheae |
|  |           |
|  | Borasseae |
|  |           |

|  | Sabaleae      |
|  |               |
|  | Cryosophileae |
|  |               |

|  | Caryoteae                                               |
|  |                                                         |
|  | \| \| Corypheae \| \| \| \| \| \| Borasseae \| \| \| \| |
|  |                                                         |
|  | Corypheae                                               |
|  |                                                         |
|  | Borasseae                                               |
|  |                                                         |

|  | Corypheae |
|  |           |
|  | Borasseae |
|  |           |

|  | Caryoteae                                               |
|  |                                                         |
|  | \| \| Corypheae \| \| \| \| \| \| Borasseae \| \| \| \| |
|  |                                                         |
|  | Corypheae                                               |
|  |                                                         |
|  | Borasseae                                               |
|  |                                                         |

|  | Corypheae |
|  |           |
|  | Borasseae |
|  |           |

Für eine Liste aller Gattungen siehe Palmengewächse.